# Nargund
Nargund é um cidade no distrito de Gadag, no estado indiano de Karnataka.

## Geografia
Nargund está localizada a 15° 43′ N, 75° 23′ L. Tem uma altitude média de 605 metros (1984 pés).

## Demografia
Segundo o censo de 2001, Nargund tinha uma população de 32 548 habitantes. Os indivíduos do sexo masculino constituem 51% da população e os do sexo feminino 49%. Nargund tem uma taxa de literacia de 56%, inferior à média nacional de 59,5%: a literacia no sexo masculino é de 67% e no sexo feminino é de 45%. Em Nargund, 14% da população está abaixo dos 6 anos de idade.